# الكسيس لامبرت
ألكسيس لامبرت (بالفرنسية: Alexis Lambert)‏ ، المولود في بيسانسون 30 جانفي 1829 وتوفي في باريس يوم 22 جانفي 1877 هو حاكم الجزائر في ظل الاستعمار الفرنسي .
في سن الحادية والعشرين ، جاء ألكسيس لامبرت إلى الجزائر العاصمة ، حيث شغل العديد من المناصب ، ثم أسس في قسنطينة مع م. ماري في عام 1859 ، صحيفة (Indépendant) المستقل ، والتي أصبح رئيس تحريرها ، والتي ألحق نفسه بها الإبلاغ عن انتهاكات النظام العسكري والمكاتب العربية ، والمطالبة بتشكيل حكومة مدنية في المستعمرة.
تم تعيينه ، بعد سقوط الإمبراطورية ، محافظًا على التوالي لبون (عنابة) ، محافظ وهران (17 نوفمبر 1870) ، وفي 8 فبراير 1871 ، المفوض فوق العادة للجمهورية في الجزائر ، خلفًا لشارل دو بوزيت . لامبرت يؤدي هذه المهام حتى 10 أبريل المقبل ، في الوقت الذي تم استبداله من قبل الأدميرال دي جويدون.